# محمد برکات (بازیکن فوتبال، زاده ۱۹۸۴)
محمد برکات (انگلیسی: Mohammed Barakat; ۲۲ ژوئن ۱۹۸۴ – ۱۱ مارس ۲۰۲۴) بازیکن فوتبال اهل فلسطین بود.
از باشگاه‌هایی که در آن بازی کرده است می‌توان به باشگاه فوتبال الشعله عربستان سعودی و باشگاه ورزشی الوحدات اشاره کرد.
وی همچنین در تیم ملی فوتبال فلسطین بازی کرده است.